# 約翰·杜西
約翰·杜西（英語：John Joseph Ducey，1969年1月21日—）是美國的一位演員。他出演過六呎風雲、威爾和格雷斯等電視劇。杜西在2008年結婚。